# Tom Knight
Tom Knight (Summit, 17 dicembre 1973) è un ex giocatore di football americano statunitense che ha militato nel ruolo di cornerback nella National Football League.

## Biografia
Dopo avere giocato al college a football all'Università dell'Iowa, Wilson fu scelto come nono assoluto nel Draft NFL 1997 dagli Arizona Cardinals. In carriera giocò anche per Baltimore Ravens (2002-2003), Tampa Bay Buccaneers (2004) e St. Louis Rams, mettendo a segno tre soli intercetti malgrado l'alta scelta nel draft.

## Statistiche
| Tackle     | 254 |
| Sack       | 2,5 |
| Intercetti | 2   |